# Собрал-ду-Кампу
Собрал-ду-Кампу (порт. Sobral do Campo; МФА: [su.ˈbɾaɫ du ˈkɐ̃.pu]) — парафія в Португалії, у муніципалітеті Каштелу-Бранку. Розташована в східній частині країни, на теренах історичної португальської провінції Бейра. Входить до складу округу Каштелу-Бранку. За адміністративним поділом, чинним до 1976 року, терени парафії були складовою провінції Нижня Бейра. Належить до Порталегрівсько-Каштелу-Бранківської діоцезії Католицької церкви. Патрон — святий Севастіан. Площа — 31,1703 км². Населення — 366 ос. (2011). Слабо урбанізований регіон. Густота населення — 11,74 осіб/км²
. Код — 050224.

## Населення
| Кількість мешканців | Кількість мешканців | Кількість мешканців | Кількість мешканців | Кількість мешканців | Кількість мешканців | Кількість мешканців | Кількість мешканців | Кількість мешканців | Кількість мешканців | Кількість мешканців | Кількість мешканців | Кількість мешканців | Кількість мешканців | Кількість мешканців |
| ------------------- | ------------------- | ------------------- | ------------------- | ------------------- | ------------------- | ------------------- | ------------------- | ------------------- | ------------------- | ------------------- | ------------------- | ------------------- | ------------------- | ------------------- |
| 1864                | 1878                | 1890                | 1900                | 1911                | 1920                | 1930                | 1940                | 1950                | 1960                | 1970                | 1981                | 1991                | 2001                | 2011                |
| 651                 | 659                 | 789                 | 789                 | 902                 | 941                 | 937                 | 1 223               | 1 230               | 1 177               | 790                 | 786                 | 588                 | 516                 | 366                 |